# Rostěnice-Zvonovice
Rostěnice-Zvonovice település Csehországban, Vyškovi járásban. Rostěnice-Zvonovice Hlubočany, Tučapy, Luleč, Lysovice, Nemojany, Vyškov és Podbřežice településekkel határos. Lakosainak száma 610 fő (2024. január 1.).

## Népesség
A település lakosságának változását az alábbi diagram mutatja:
| Lakosok száma | 632  | 664  | 724  | 661  | 445  | 440  | 522  | 522  | 543  | 610  |
|               | 1869 | 1890 | 1921 | 1950 | 1980 | 2001 | 2017 | 2019 | 2022 | 2024 |